# 向井政生
向井 政生（むかい まさお、1963年〈昭和38年〉5月30日 - 2023年〈令和5年〉1月21日）は、TBSテレビのアナウンサー。

## 来歴
神奈川県川崎市出身。桐蔭学園高等学校卒業後、1浪して早稲田大学第一文学部入学（1年留年し、1988年卒業）。
1988年4月にアナウンサー24期生としてTBSに入社。同期には佐古忠彦・清原正博・香川恵美子・杉山真喜人がいる。
1980年代は主にスポーツ担当であったが、1990年代以降、定時ニュースなどを担当している。
TBSテレビの基本提供アナウンス（この番組はorここからはorここまでは、ご覧のスポンサーの提供でお送りしますorしました）は秋沢淳子版と共に使用頻度が高いが、これは2005年2月1日に、前日付で定年退職した宮内鎮雄版の提供アナウンスが、ほぼ向井版に差し替えられたためである。その向井版基本提供アナウンスが流されていた日曜朝の『JNNニュース』では、2006年春からは向井本人がキャスターを担当するようになり、出演者と提供読み上げ者が同一という、報道番組では珍しいケースとなった。同年秋から提供アナウンスが別の男性アナのものに差し替えられたが、現在は再び向井版が使用されている。
2019年11月に顎下腺がんが見つかり、翌2020年1月に放射線治療を受けた。見つかった当時はアナウンスセンターとTBS社内のごく一部の人物にしか伝えず、このことは同年8月にインタビュー取材の中で公表した。2022年夏以降は仕事を控え療養に専念した。
晩年は『報道特集』など報道番組のナレーションに注力するかたわら、劇団ケ・セラ・セラの舞台『ウツワノイツワ』（2018年）、『港町ブルース』（2019年）に俳優として出演、2020年のTBSラジオ終戦特番ラジオドラマ『青空』などにも出演していた。
2023年1月21日、がんのため、東京都内の病院で死去。59歳没。

## 人物・逸話
好物は餃子で、自身のラジオ番組でしばしば餃子にまつわるエピソードを紹介する際には、「（世界で）一番好きな食べ物は餃子」と冒頭で話すほどだった。
アニメや特撮作品が好きなことでも知られ、そのこともありTBSラジオで『ラジオ・アニメどんぶり』（2001年 - 2003年9月）のパーソナリティをアシスタントの清水香里（後に千葉紗子に交代）とともに務めるなど、アニメ関連の番組にも多数出演した。この番組の縁でTBS系アニメ『無敵王トライゼノン』では日本国総理大臣役で声優デビューを果たした。他にも子会社のBSデジタル放送局・BS-i（当時）で放送されたトーク番組『アニクリ』の司会を担当。さらにTBSチャンネルでは、2007年8月から『アニちゃんねる!』シリーズにレギュラー出演し、2009年3月の最終回までアシスタントやレポーターを務めた。また『2時ピタッ!』（2006年4月 - 9月）ではおたくや萌えに関する特集でレポーターとして出演、「おたくキャラ」に徹した中継が好評を呼んだ。
TBSテレビが毎年夏頃に開催する『TBSアニメフェスタ』の司会を務めていた。他にもTBS関連作品のイベント司会を務める事もあった。例外として2006年2月19日『ローゼンメイデン感謝祭』、2007年11月18日『超ひだまつり』など、横浜BLITZで開催されたイベントの司会は、競合局であるニッポン放送で同じくアニメ好きのアナウンサーの吉田尚記が務めた。前者においてはアナの吉田が冒頭の挨拶で「司会を向井さんが担当して、自分は関係者席に座るものと思っていただけに、まさか自分が司会に抜擢されるとは思わなかった」と語っている（なお、吉田は他にも幾つかTBS関連アニメ作品イベントの司会を担当している）。
ニュースアナウンサーとしての真面目な印象とは異なり、普段はものまねが得意で、エンターテイナー「ムカイマン」に変身して周囲を盛り上げ、カラオケも上手かったという素顔も持ち合わせていた。

## 出演番組
この項目ではTBSアナウンサー名鑑（1998、2002 - 2009年版）、TBS50年史（資料編・ハイブリッド検索編「TBSアナウンサーの動き」）に掲載されたデータに基づき、加筆・修正したものである。

### テレビ
レギュラー番組（主に、報道・情報番組）
| 期間       | 期間       | 番組名                                               | 役職                                                   | 備考 |
| ---------- | ---------- | ---------------------------------------------------- | ------------------------------------------------------ | --- |
| 1988年     | 1988年     | JNNおはようニュース&スポーツ                         | シフト勤務でのスポーツキャスター                       | |
| 1997年10月 | 1998年9月  | 情報!もぎたてサラダ                                  | コーナー担当                                           | |
| 1998年10月 | 2005年3月  | ジャスト                                             | レポーターおよび番組コーナー『亭主改造計画』月曜日担当 | |
| 2000年4月  | 2000年9月  | エクスプレス                                         | 特報コーナー随時出演                                   | |
| 2002年4月  | 2009年3月  | JNNイブニング（CS・TBSニュースバード）               | キャスター                                             | 番組終了時点で、金曜日担当                                                                                     |
| 2003年4月  | 2006年3月  | お父さんのためのショウビズ講座（BS-i（現在のBS-TBS） | レポーターおよびコーナーナレーション                   | |
| 2006年4月  | 2006年9月  | 2時ピタッ!                                           | レポーター                                             | |
| 2006年4月  | 2017年9月  | JNNニュース(朝)                                      | 日曜日担当キャスター                                   | 途中1年は『THE NEWS』を放送                                                                                    |
| 2007年8月  | 2009年3月  | アニちゃんねる!シリーズ（CS・TBSチャンネル）         | レギュラー司会                                         | 『愛衣のドキドキ放送部』→『伊藤えみのドキドキ研究所』→『鹿谷弥生のドキドキ研究所』全シリーズにレギュラーで出演 |
| 2008年10月 | 2014年9月  | JNNニュース(昼)                                      | 土曜日担当キャスター                                   | 途中1年は『THE NEWS』を放送                                                                                    |
| 2009年4月  | 2022年6月  | ひるおび                                             | 月・木・金曜日ナレーター                               | |
| 2010年4月  | 時期不明   | Nスタ                                                | ナレーションおよび金曜日全国パートでのニュースリーダー | |
| 2010年4月  | 2012年3月  | TBSニュース                                          | 土曜日担当キャスター                                   | 午後のローカルスポットニュース番組として放送                                                                   |
| 2010年10月 | 2016年3月  | 報道特集                                             | ナレーション                                           | |
| 2013年4月  | 2021年3月  | Oh!ベイスターズ                                      | ナレーション                                           | [ 注釈 1 ] |
| 2014年10月 | 2017年3月  | JNNニュース(昼)                                      | 週末担当キャスター                                     | 2016年4月からは、日曜日のみ担当                                                                                |
| 2017年4月  | 2018年10月 | JNNフラッシュニュース                                | 土曜担当キャスター                                     | |
| 2017年4月  | 2022年3月  | S☆1                                                  | 土曜日ニュースコーナーキャスター                       | |
| 2019年7月  | 2021年3月  | 報道特集                                             | 一般ニュースでのナレーション                           | |

バラエティ・イレギュラー・特別番組・その他
- ビッグモーニング
- JNNニュース1130
- マダムんむん
- 倶楽部6
- はぴひる
- 筋肉番付（1995年）[13]
- 金曜ドラマ エジソンの母（第1話・第3話・第5話・第7話・第8話・最終話、ナレーション）
- iコレクション（BS-i（現在のBS-TBS））
- ナイスプレー!!ライオンズ／レッツゴー!ライオンズ（レポーター）
- CBSドキュメント（ナレーション）
- けいおん!おんがくどう（『開運音楽堂』2011年12月3日放送分） - 映画『けいおん!』の公開のため
- 秘密のトレジャー映像ギャラリー（ナレーション）
- TBS NEWS - 同番組内で随時担当

### ラジオ
以下TBSラジオ
- ヤンアナジョッキー（1992年）[13]
- 夜はこれから（1992年）[12][13]
- ザ・ヒットパレード（1994年）[13]
- アニメエクスプレス[13]
- 大相撲中継[12][13][注釈 2]
- 赤坂お笑いD・O・J・O[12][13]
- ラジオ・アニメどんぶり
- ウルトラQ倶楽部
- 森本毅郎・スタンバイ!
  - 現場にアタック（1997年）[12][13]
- ミュージックナビ〜昨日と今日との交差点〜：（月・水・金）27:00 - 28:00[注釈 3]
- ストリーム（不定期だが主に木曜）
- 日本レコード大賞ラジオ実況（2008年 - 2011年）
- アイドルカレッジのカラオケカレッジ：（『Fine!!』金曜日）[注釈 4]
- 開運演歌女子 羽山みずきの朝カラ♪：（『Fine!!』金曜日）、2017年4月 - 2020年9月[注釈 5]
- ニュースデスク